# Познанский, Иосиф Самойлович
Иосиф Самойлович Познанский (?—1895) — российский экономист и банкир
.
Учился в Калишской классической гимназии и в Лейпцигском университете. Возвратившись из-за границы, в 1852 году основал банкирский дом в Варшаве.
В 1860 году он был избран членом купеческой управы; в 1862—1870 годах состоял, по выборам, членом варшавского Коммерческого суда; в 1868 году был делегатом от купечества Царства Польского в учреждённой при Министерстве финансов комиссии для пересмотра таможенного тарифа. В 1862 году основал в Варшаве «Коммерческую газету» (Gazeta Handlowa); в 1865 году издал краткую торгово-промышленную статистику Царства Польского, а затем брошюру «Quelques mots sur la question financière en Russie» (Лейпциг); в 1872 году в «Трудах Вольно-экономического общества»" было напечатано его обширное исследование «Барышничество и биржевая спекуляция». В 1873 году основал банкирский дом в Санкт-Петербурге.
С 1867 года он состоял членом Вольно-экономического общества, с 1872 года — членом и с 1878 года — вице-председателем Общества для содействия русской промышленности и торговле. В 1873 году был избран действительным членом Русского географического общества.
В 1875 году было напечатано сочинение И. С. Познанского «Производительная сила Царства Польского» (СПб.) и в том же году вышла в свет брошюра, напечатанная по постановлению Будапештского международного статистического конгресса: «De la nécessité d'introduire une statistique des affaires des bonses». В 1877 году он издал брошюру «О самостоятельности финансов России».
И. С. Познанский пользовался заслуженной репутацией всесторонне образованного и талантливого экономиста и с 1876 года состоял членом-корреспондентом Географического общества в Париже; также он был членом постоянной Комиссии по международной статистике.
В 1886 году Познанский издалл брошюру «О значении парижской международной монетной конференции для русского денежного обращения»; в 1888 году появилось его исследование «Денежное обращение в России».
В 1889 году он был генеральным комиссаром русского отдела на Парижской всемирной выставке; французским правительством ему был вручён офицерский крест Почётного легиона. 
И. С. Познанский стал деятельным инициатором при учреждении Русского торгово-промышленного банка, с привлечением как французских, так и русских капиталов. Он также принимал участие в учреждении страхового общества «Помощь».
Некоторое время Познанский занимал пост румынского генерального консула в Санкт-Петербурге, вняся существенный вклад в развитие торговых и промышленных сношений между Россией и Румынией.

## Источник
- Языков Д. Д. Материалы для «Обзора жизни и сочинений русских писателей и писательниц» Вып. 15 (Русские писатели и писательницы, умершие в 1895 году)